# Futbol Club Barcelona 2016-2017
Questa voce raccoglie le informazioni riguardanti il Futbol Club Barcelona nelle competizioni ufficiali della stagione 2016-2017.

## Stagione
La stagione 2016-2017 inizia con la conquista della dodicesima Supercoppa di Spagna. Dopo aver battuto il Siviglia per 2-0 al Ramón Sánchez-Pizjuán, i blaugrana si impongono per 3-0 al Camp Nou.
In campionato, dopo un inizio promettente, il Barcellona colleziona una serie di passi falsi che consentono al Real Madrid di staccare i blaugrana in classifica. Nel girone di ritorno, il Barcellona riesce nell'impresa di recuperare lo svantaggio nei confronti dei rivali e alla 33ª giornata si aggiudica lo scontro diretto al Bernabéu per 3-2 (doppietta di Messi), agganciando in classifica i madrileni. Le due rivali condividono il primato sino alla 37ª giornata, quando il Real Madrid vince il recupero con il Celta Vigo e va in testa. L'ultima giornata vede quindi i blancos battere il Málaga e conquistare ll titolo.
In Champions League, dopo aver chiuso la fase a gruppi al primo posto, il Barcellona elimina il Paris-Saint Germain, ribaltando clamorosamente il risultato di Parigi (0-4) con una vittoria per 6-1 al Camp Nou. Nei quarti i blaugrana vengono eliminati dalla Juventus (0-3, 0-0).
Nonostante i mancati successi in campionato e in Champions League, il Barcellona chiude la stagione con la conquista della Coppa del Re, sconfiggendo il 27 maggio 2017 l'Alavés per 3-1 allo Stadio Vicente Calderón di Madrid.

## Maglie e sponsor
Il fornitore tecnico è Nike, mentre lo sponsor ufficiale è Qatar Airways.
| Casa | Trasferta | Terza maglia |

## Organico

### Rosa
Rosa, numerazione e ruoli, tratti dal sito ufficiale, sono aggiornati al 10 agosto 2016.
| N. |                      | Ruolo | Calciatore                   |
| -- | -------------------- | ----- | ---------------------------- |
| 1  | Germania (bandiera)  | P     | Marc-André ter Stegen        |
| 3  | Spagna (bandiera)    | D     | Gerard Piqué                 |
| 4  | Croazia (bandiera)   | C     | Ivan Rakitić                 |
| 5  | Spagna (bandiera)    | C     | Sergio Busquets              |
| 6  | Spagna (bandiera)    | C     | Denis Suárez                 |
| 7  | Turchia (bandiera)   | C     | Arda Turan                   |
| 8  | Spagna (bandiera)    | C     | Andrés Iniesta (capitano)    |
| 9  | Uruguay (bandiera)   | A     | Luis Suárez                  |
| 10 | Argentina (bandiera) | A     | Lionel Messi (vice capitano) |
| 11 | Brasile (bandiera)   | A     | Neymar                       |
| 12 | Brasile (bandiera)   | C     | Rafinha                      |

| N. |                        | Ruolo | Calciatore        |
| -- | ---------------------- | ----- | ----------------- |
| 13 | Paesi Bassi (bandiera) | P     | Jasper Cillessen  |
| 14 | Argentina (bandiera)   | C     | Javier Mascherano |
| 17 | Spagna (bandiera)      | A     | Paco Alcácer      |
| 18 | Spagna (bandiera)      | D     | Jordi Alba        |
| 19 | Francia (bandiera)     | D     | Lucas Digne       |
| 20 | Spagna (bandiera)      | C     | Sergi Roberto     |
| 21 | Portogallo (bandiera)  | C     | André Gomes       |
| 22 | Spagna (bandiera)      | C     | Aleix Vidal       |
| 23 | Francia (bandiera)     | D     | Samuel Umtiti     |
| 24 | Francia (bandiera)     | C     | Jérémy Mathieu    |
| 25 | Spagna (bandiera)      | P     | Jordi Masip       |
| 28 | Spagna (bandiera)      | C     | Carles Aleñá      |

### Staff
Staff aggiornato al 10 agosto 2016.
- Luis Enrique · Allenatore
- Robert Moreno · Assistente allenatore
- Joan Barbarà · Assistente tecnico
- Rafa Pol · Preparatore atletico
- Joaquín Valdés · Psicologo
- José Ramón de la Fuente · Allenatore dei portieri

## Calciomercato

### Sessione estiva
Trasferimenti della sessione estiva.
| Acquisti | Acquisti         | Acquisti            | Acquisti                |
| R.       | Nome             | da                  | Modalità                |
| -------- | ---------------- | ------------------- | ----------------------- |
| P        | Jasper Cillessen | Ajax                | definitivo (13 mln €)   |
| D        | Lucas Digne      | Paris Saint-Germain | definitivo (16,5 mln €) |
| D        | Martín Montoya   | Real Betis          | fine prestito           |
| D        | Samuel Umtiti    | Olympique Lione     | definitivo (25 mln €)   |
| C        | André Gomes      | Valencia            | definitivo (35 mln €)   |
| C        | Alen Halilović   | Sporting Gijón      | fine prestito           |
| C        | Alexandre Song   | West Ham Utd        | fine prestito           |
| C        | Denis Suárez     | Villarreal          | definitivo (3,25 mln €) |
| A        | Cristian Tello   | Fiorentina          | fine prestito           |
| A        | Paco Alcácer     | Valencia            | definitivo (30 mln €)   |

| Cessioni | Cessioni         | Cessioni          | Cessioni                                             |
| R.       | Nome             | a                 | Modalità                                             |
| -------- | ---------------- | ----------------- | ---------------------------------------------------- |
| P        | Claudio Bravo    | Manchester City   | definitivo (18 mln €)                                |
| D        | Adriano          | Beşiktaş          | definitivo (0,6 mln €)                               |
| D        | Dani Alves       | Juventus          | definitivo (0 €)                                     |
| D        | Marc Bartra      | Borussia Dortmund | definitivo (8 mln €)                                 |
| D        | Douglas          | Sporting Gijón    | prestito                                             |
| D        | Martín Montoya   | Valencia          | definitivo (0 €)                                     |
| D        | Thomas Vermaelen | Roma              | prestito con diritto di riscatto                     |
| C        | Alen Halilović   | Amburgo           | definitivo (5 mln €)                                 |
| C        | Sergi Samper     | Granada           | prestito                                             |
| C        | Alexandre Song   | Rubin             | definitivo (0 €)                                     |
| A        | Munir            | Valencia          | prestito                                             |
| A        | Sandro Ramírez   | Malaga            | definitivo (0 €)                                     |
| A        | Cristian Tello   | Fiorentina        | prestito oneroso (0,5 mln €) con diritto di riscatto |

### Sessione invernale
| Acquisti | Acquisti | Acquisti | Acquisti |
| R.       | Nome     | da       | Modalità |
| -------- | -------- | -------- | -------- |

| Cessioni | Cessioni | Cessioni | Cessioni |
| R.       | Nome     | a        | Modalità |
| -------- | -------- | -------- | -------- |

## Risultati

### Primera División

#### Girone d'andata
| Arbitro: | Undiano |

|                                              |           |                 |
| Turan 6’ Messi 37’, 58’ Suárez 42’, 56’, 81’ | Marcatori | 21’, 83’ Castro |

| Arbitro: | Lahoz |

|  |           |             |
|  | Marcatori | 21’ Rakitić |

| Arbitro: | Melero López |

|             |           |                        |
| Mathieu 46’ | Marcatori | 39’ Deyverson 64’ Ibai |

| Arbitro: | Bengoetxea |

|             |           |                                                         |
| Gabriel 80’ | Marcatori | 15’, 55’ (rig.) Messi 31’ Suárez 44’ Neymar 64’ Rafinha |

| Arbitro: | Fernández Borbalán (Comitato andaluso) |

|             |           |            |
| Rakitić 41’ | Marcatori | 61’ Correa |

| Arbitro: | Del Cerro Grande |

|  |           |                                                  |
|  | Marcatori | 29’ Suárez 32’ Rafinha 81’, 88’ Neymar 85’ Turan |

| Arbitro: | Garrido |

|                                                      |           |                                  |
| Sisto 22’ Aspas 31’ Mathieu 33’ (aut.) Hernández 77’ | Marcatori | 58’, 87’ Piqué 64’ (rig.) Neymar |

| Arbitro: | José María Sánchez Martínez |

|                                       |           |  |
| Rafinha 21’, 36’ Suárez 43’ Messi 58’ | Marcatori |  |

| Arbitro: | Undiano |

|                       |           |                                    |
| Munir 52’ Rodrigo 56’ | Marcatori | 22’, 90+4’ (rig.) Messi 62’ Suárez |

| Arbitro: | Juan Martínez Munuera |

|             |           |  |
| Rafinha 48’ | Marcatori |  |

| Arbitro: | Santiago Jaime |

|            |           |                      |
| Vitolo 15’ | Marcatori | 43’ Messi 61’ Suárez |

| Barcellona 19 novembre 2016, ore 16:15 CEST 12ª giornata | Barcellona        | 0 – 0 referto | Malaga | Camp Nou (83 439 spett.)\| Arbitro: \| Ricardo De Burgos \| |
| Arbitro:                                                 | Ricardo De Burgos |               |        |                                                             |

| Arbitro: | Jesús Gil |

|          |           |           |
| José 53’ | Marcatori | 59’ Messi |

| Arbitro: | Gómez |

|            |           |           |
| Suárez 53’ | Marcatori | 90’ Ramos |

| Arbitro: | Juan Martínez |

|  |           |                             |
|  | Marcatori | 59’ Suárez 72’, 90+2’ Messi |

| Arbitro: | Lahoz |

|                                    |           |           |
| Suárez 18’, 67’ Alba 68’ Messi 90’ | Marcatori | 79’ López |

| Arbitro: | Ignacio Iglesias |

|             |           |           |
| Sansone 49’ | Marcatori | 90’ Messi |

| Arbitro: | Undiano |

|                                               |           |  |
| Suárez 14’, 57’ Messi 52’ Turan 59’ Vidal 80’ | Marcatori |  |

| Arbitro: | José María Sánchez Martínez |

|  |           |                                                  |
|  | Marcatori | 31’ Denis Suárez 50’ Messi 68’ Suárez 91’ Neymar |

#### Girone di ritorno
| Arbitro: | Alejandro José Hernández Hernández |

|             |           |            |
| Alegría 74’ | Marcatori | 90’ Suárez |

| Arbitro: | José Luis González González |

|                                 |           |  |
| Alcácer 18’ Messi 40’ Vidal 67’ | Marcatori |  |

| Arbitro: | Gómez |

|  |           |                                                                    |
|  | Marcatori | 37’, 67’ Suárez 40’ Neymar 59’ Messi 63’ (aut.) Alexis 65’ Rakitić |

| Arbitro: | Ignacio Iglesias Villanueva |

|               |           |           |
| Messi 4’, 90’ | Marcatori | 71’ López |

| Arbitro: | Lahoz |

|           |           |                       |
| Godín 70’ | Marcatori | 64’ Rafinha 86’ Messi |

| Arbitro: | José María Sánchez Martínez |

|                                                             |           |            |
| Messi 9’ Suárez 11’, 27’ Alcácer 49’ Neymar 65’ Rakitić 87’ | Marcatori | 21’ García |

| Arbitro: | Jesús Gil Manzano |

|                                                  |           |  |
| Messi 24’, 64’ Neymar 40’ Rakitić 57’ Umtiti 61’ | Marcatori |  |

| Arbitro: | David José Fernández Borbalán |

|                            |           |            |
| Joselu 40’ Bergantiños 74’ | Marcatori | 46’ Suárez |

| Arbitro: | Alejandro José Hernández Hernández |

|                                     |           |                       |
| Suárez 35’ Messi 45’, 52’ Gomes 89’ | Marcatori | 29’ Mangala 46’ Munir |

| Arbitro: | Santiago Jaime Latre |

|          |           |                                               |
| Boga 50’ | Marcatori | 44’ Suárez 64’ Alcácer 83’ Rakitić 91’ Neymar |

| Arbitro: | Gómez |

|                           |           |  |
| Suárez 25’ Messi 28’, 33’ | Marcatori |  |

| Arbitro: | Jesús Gil Manzano |

|                      |           |  |
| Ramírez 32’ Jony 90’ | Marcatori |  |

| Arbitro: | Juan Martínez Munuera |

|                            |           |                                    |
| Messi 17’, 37’ Alcácer 44’ | Marcatori | 42’ (aut.) Umtiti 46’ Xabi Priesto |

| Arbitro: | Alejandro Hernández Hernández (Comitato di Las Palmas) |

|                               |           |                              |
| Casemiro 28’ J. Rodríguez 85’ | Marcatori | 33’, 90+2’ Messi 73’ Rakitić |

| Arbitro: | José Munuera |

|                                                               |           |            |
| Messi 11’, 60’ Gomes 30’, 56’ Alcácer 63’, 85’ Mascherano 66’ | Marcatori | 47’ Torres |

| Arbitro: | Undiano |

|  |           |                             |
|  | Marcatori | 50’, 86’ Suárez 76’ Rakitić |

| Arbitro: | José María Sánchez Martínez |

|                                      |           |             |
| Neymar 21’ Messi 45’, 82’ Suárez 69’ | Marcatori | 32’ Bakambu |

| Arbitro: | José Luis González González |

|           |           |                                 |
| Bigas 63’ | Marcatori | 25’, 67’, 71’ Neymar 27’ Suárez |

| Arbitro: | Alejandro José Hernández Hernández |

|                                            |           |              |
| Juncà 63’ (aut.) Suárez 73’ Messi 75’, 92’ | Marcatori | 7’, 61’ Inui |

### Coppa del Re

#### Sedicesimi di finale
| Arbitro: | Daniel Ocón |

|           |           |           |
| Mainz 52’ | Marcatori | 58’ Aleñà |

| Arbitro: | José Munuera |

|                                                                          |           |  |
| Digne 37’ Rakitić 45’ (rig.) Rafinha 50’ Turan 55’, 86’, 89’ Alcácer 73’ | Marcatori |  |

#### Ottavi di finale
| Arbitro: | David Fernández |

|                         |           |           |
| Aduriz 25’ Williams 28’ | Marcatori | 52’ Messi |

| Arbitro: | Jesús Gil Manzano |

|                                        |           |             |
| Suárez 35’ Neymar 48’ (rig.) Messi 78’ | Marcatori | 51’ Saborit |

#### Quarti di finale
| Arbitro: | José González |

|  |           |                   |
|  | Marcatori | 21’ (rig.) Neymar |

| Arbitro: | Juan Martínez |

|                                                             |           |                     |
| Denis Suárez 17’, 82’ Messi 55’ (rig.) Suárez 63’ Turan 80’ | Marcatori | 62’ Juanmi 73’ José |

#### Semifinale
| Arbitro: | Ricardo De Burgos |

|               |           |                     |
| Griezmann 59’ | Marcatori | 7’ Suárez 33’ Messi |

| Arbitro: | Jesús Gil Manzano |

|            |           |             |
| Suárez 43’ | Marcatori | 83’ Gameiro |

#### Finale
| Arbitro: | Gómez |

|                                  |           |               |
| Messi 30’ Neymar 45’ Alcácer 48’ | Marcatori | 33’ Hernández |

### UEFA Champions League
| Squadra             | Pt | G | V | N | P | GF | GS | DG  |
| ------------------- | -- | - | - | - | - | -- | -- | --- |
| Barcellona          | 15 | 6 | 5 | 0 | 1 | 20 | 4  | +16 |
| Manchester City     | 9  | 6 | 2 | 3 | 1 | 12 | 10 | +2  |
| Borussia M'gladbach | 5  | 6 | 1 | 2 | 3 | 5  | 12 | -7  |
| Celtic              | 3  | 6 | 0 | 3 | 3 | 5  | 16 | -11 |

| Arbitro: | Hațegan |

|                                                           |           |  |
| Messi 3’, 27’, 60’ Neymar 50’ Iniesta 59’ Suárez 75’, 88’ | Marcatori |  |

| Arbitro: | Skomina |

|            |           |                     |
| Hazard 34’ | Marcatori | 65’ Turan 74’ Piqué |

| Arbitro: | Milorad Mažić |

|                                |           |  |
| Messi 17’, 61’, 69’ Neymar 89’ | Marcatori |  |

| Arbitro: | Viktor Kassai |

|                                 |           |           |
| Gündoğan 39’, 74’ De Bruyne 51’ | Marcatori | 21’ Messi |

| Arbitro: | Daniele Orsato |

|  |           |                       |
|  | Marcatori | 24’, 55’ (rig.) Messi |

| Arbitro: | Sergej Gennad'evič Karasëv |

|                               |           |  |
| Messi 16’ Turan 50’, 53’, 67’ | Marcatori |  |

#### Ottavi di finale
| Arbitro: | Szymon Marciniak |

|                                          |           |  |
| Di María 18’, 55’ Draxler 40’ Cavani 72’ | Marcatori |  |

| Arbitro: | Deniz Aytekin |

|                                                                                            |           |            |
| Suárez 3’ Kurzawa 40’ (aut.) Messi 50’ (rig.) Neymar 88’, 90+1’ (rig.) Sergi Roberto 90+5’ | Marcatori | 62’ Cavani |

#### Quarti di finale
| Arbitro: | Szymon Marciniak |

|                              |           |  |
| Dybala 7’, 22’ Chiellini 55’ | Marcatori |  |

| Barcellona 19 aprile 2017, ore 20:45 CEST | Barcellona    | 0 – 0 referto | Juventus | Camp Nou (96 290 spett.)\| Arbitro: \| Björn Kuipers \| |
| Arbitro:                                  | Björn Kuipers |               |          |                                                         |

### Supercoppa di Spagna
| Arbitro: | Jesús Gil Manzano |

|  |           |                      |
|  | Marcatori | 54’ Suárez 81’ Munir |

| Arbitro: | Alejandro José Hernández Hernández |

|                          |           |  |
| Turan 10’, 46’ Messi 55’ | Marcatori |  |

## Statistiche

### Statistiche di squadra
| Competizione         | Punti | In casa | In casa | In casa | In casa | In casa | In casa | In trasferta | In trasferta | In trasferta | In trasferta | In trasferta | In trasferta | Totale | Totale | Totale | Totale | Totale | Totale | DR   |
| Competizione         | Punti | G       | V       | N       | P       | Gf      | Gs      | G            | V            | N            | P            | Gf           | Gs           | G      | V      | N      | P      | Gf     | Gs     | DR   |
| -------------------- | ----- | ------- | ------- | ------- | ------- | ------- | ------- | ------------ | ------------ | ------------ | ------------ | ------------ | ------------ | ------ | ------ | ------ | ------ | ------ | ------ | ---- |
| Liga BBVA            | 90    | 19      | 15      | 3       | 1       | 64      | 17      | 19           | 13           | 3            | 3            | 52           | 20           | 38     | 28     | 6      | 4      | 116    | 37     | +79  |
| Coppa del Re         | -     | 5       | 4       | 1       | 0       | 19      | 5       | 4            | 2            | 1            | 1            | 5            | 4            | 9      | 6      | 2      | 1      | 24     | 9      | +15  |
| Champions League     | 15    | 5       | 4       | 1       | 0       | 21      | 1       | 5            | 2            | 0            | 3            | 5            | 11           | 10     | 6      | 1      | 3      | 26     | 12     | +14  |
| Supercoppa di Spagna | -     | 1       | 1       | 0       | 0       | 3       | 0       | 1            | 1            | 0            | 0            | 2            | 0            | 2      | 2      | 0      | 0      | 5      | 0      | +5   |
| Totale               | 105   | 30      | 24      | 5       | 1       | 107     | 23      | 29           | 18           | 4            | 7            | 64           | 35           | 59     | 42     | 9      | 8      | 171    | 58     | +113 |

### Andamento in campionato
| Giornata  | 1 | 2 | 3 | 4 | 5 | 6 | 7 | 8 | 9 | 10 | 11 | 12 | 13 | 14 | 15 | 16 | 17 | 18 | 19 | 20 | 21 | 22 | 23 | 24 | 25 | 26 | 27 | 28 | 29 | 30 | 31 | 32 | 33 | 34 | 35 | 36 | 37 | 38 |
| --------- | - | - | - | - | - | - | - | - | - | -- | -- | -- | -- | -- | -- | -- | -- | -- | -- | -- | -- | -- | -- | -- | -- | -- | -- | -- | -- | -- | -- | -- | -- | -- | -- | -- | -- | -- |
| Luogo     | C | T | C | T | C | T | T | C | T | C  | T  | C  | T  | C  | T  | C  | T  | C  | T  | T  | C  | T  | C  | T  | C  | C  | T  | C  | T  | C  | T  | C  | T  | C  | T  | C  | T  | C  |
| Risultato | V | V | P | V | N | V | P | V | V | V  | V  | N  | N  | N  | V  | V  | N  | V  | V  | N  | V  | V  | V  | V  | V  | V  | P  | V  | V  | V  | P  | V  | V  | V  | V  | V  | V  | V  |
| Posizione | 1 | 1 | 2 | 2 | 1 | 1 | 1 | 1 | 1 | 1  | 1  | 1  | 1  | 1  | 1  | 1  | 2  | 2  | 2  | 2  | 2  | 2  | 2  | 2  | 2  | 2  | 2  | 2  | 2  | 2  | 2  | 2  | 2  | 2  | 2  | 2  | 2  | 2  |

Legenda:

Luogo: C = Casa; T = Trasferta. Risultato: V = Vittoria; N = Pareggio; P = Sconfitta.